# 탑 플레이어
탑 플레이어는 2015년에 방송된 한중 합작 오디션이다. 노래, 춤, 뮤지컬(연기) 등 3개 부문에 참가가 가능하다. 중국에서는 요녕TV를 통한 예선으로 15팀을 선발하고, 한국에서는 UCC 오디션으로 15팀을 선발한다. 그리고 선발된 30팀의 최종 결승전은 한국 MBC 플러스에서 방송된다. 이 중 15팀은 중국과 동남아시아 무대에 설 수 있는 특권이 주어진다.

## 최종 결승 진출자
- 전다영
- 박민식 & 장태녕
- 아쿠아팀